# Frank Beddor
Frank Beddor (* 31. Juli 1958 in Minneapolis, Minnesota, USA) ist ein US-amerikanischer Schriftsteller, Filmproduzent, Schauspieler und professioneller Freestyle-Skifahrer.

## Karriere
Beddor wuchs in Minneapolis auf. 1977 erlangte er seinen Abschluss an der Benilde-St. Margaret’s Highschool. 1981 und 1982 erlangte Beddor zweimal den Gesamtweltcupsieg im Freestyle-Skiing-Weltcup und die Disziplinenwertung in der Kombination. Trotz anhaltend guter Erfolge beendete er 1983 nach nur drei Jahren seine bis dahin erfolgreiche Freestyler-Karriere.
In der Folge produzierte er die Filme Verrückt nach Mary und Bad Girl – Mord ist keine Lösung. 2004 veröffentlichte er sein erstes Buch Das Spiegellabyrinth. In Deutschland erschien das Buch ein Jahr später. Insgesamt schrieb er drei Bücher.

## Veröffentlichungen
Das Spiegellabyrinth erschien als Buch, Taschenbuch und auch als Hörbuch. Der Herzkristall, sein zweites Buch, gehört ebenfalls zu der Looking Glass Wars-Trilogie. Zudem erschien ein exklusiver Soundtrack, bei dem auch die bekannte Band Hypnogaja mehrere Sampler-Beiträge beisteuerte. Sein drittes Buch heißt Arch Enemy, welches jedoch noch nicht übersetzt wurde.

## Filmografie

### Schauspieler
- 1987: Made in USA (Made in U.S.A.)
- 1987: Amazonen auf dem Mond (Amazon Women on the Moon)
- 1988: Remote Control
- 1989: Operation Nightbreaker (Nightbreaker, Fernsehfilm)
- 1990: L.A. Law – Staranwälte, Tricks, Prozesse (L.A. Law, Fernsehserie, Folge 5x05 Smoke Gets in Your Thighs)

### Produzent
- 1998: Bad Girl – Mord ist keine Lösung (Wicked)
- 1998: Verrückt nach Mary (There’s Something About Mary)